# ブラックウィドー
ブラックウィドー (Blackarachnia) は、アニメ『トランスフォーマー』シリーズの登場キャラクターで、架空の女性ロボットである。

## 特徴
『ビーストウォーズ 超生命体トランスフォーマー』で登場し、『ビーストウォーズ』シリーズ初の女性トランスフォーマーとなった。サイバトロンとデストロンのそれぞれの陣営に所属しては裏切るという行為を繰り返した。それまでのアーシーなどといった女性トランスフォーマーキャラには無いこの行動は、特色となっている。
性格はやや陰険で陰湿な一面があるものの、サイバトロンに入った後は、気の強い姉御肌の女性戦士として活躍している。悪女のように見えて情に厚い面もあり、その性格は善悪二元論で語ることはできない。

## 声
声は英語版ではヴィーナス・ターゾ、日本版では柚木涼香が担当した。柚木は当初は永椎あゆみという名だったが、途中から改名した。

## 名前とモチーフ
スキャンしたのはセアカゴケグモだが、日本語版ではジョロウグモとなっている。なお、実際のブラックウィドーとは黒後家蜘蛛（クロゴケグモ）を意味しており、交尾後に雌が雄を食べる習性から、後の作中でシルバーボルトに対し、こう言って脅すシーンもあった（ジョロウグモも交尾後に雌が雄を食べてしまうことがある）。
英語版の名称であるブラックアラクニア (Blackarachnia) は、スキャンしたクモの名称の一部である「Black」と、クモ形網の動物全般を指す「Arachnid」から来ている。

## 登場作品

### ビーストウォーズ 超生命体トランスフォーマー
サイバトロン側の女性プロトフォームがデストロン側に奪取されたため、当初は悪の戦士となって誕生した。
諜報工作兵となって、伸縮自在の糸で暗所や閉所にビーストモードのまま潜入し、ポイズンアンカーと回し蹴りを強力な武器として、サイバトロンを苦しめた。タランス同様、ロボットモードでは、ビーストモードの脚の先から弾を連射するネオラウンドマシンガンを撃つ。ハッキング能力にも長け、タランス/Tarantulasにその能力を利用されることもあった。ワスピーター/Waspinetorに取り憑いたスタースクリーム/Starscreemと手を組んだこともある。
タランスは当初は同じクモをスキャンしたことで好意を持っていたが、やがて彼女の頭脳回路を利用して自身のサイバーコントロールで操ったり、邪魔者として処分しようとするようになる。そして、最終回においてタランスに操られたブラックウィドーはコンボイ/OptimusPrimalを葬るために、エイリアンポッドを密閉し、脱出不可能にしてしまった。
当初は普通に話していたが、後に語尾に「〜っしゃ！」という口癖を付け加えるようになった。
玩具はタランスの塗装と一部のパーツを変更した仕様品だが、2007年に発売された『テレもちゃ』版ではアニメに近いカラーリングになっている。後に『トランスフォーマー レジェンズ』にてリメイクされ、プロポーションが劇中のように女性型になっている。

### ビーストウォーズメタルス 超生命体トランスフォーマー
序盤ではデストロンとして戦っていたが、新たに参戦したサイバトロンのフューザー戦士シルバーボルト/Silverboltに助けられてからは、ランページ/Rampageとの戦闘などを通じ、「元は同じサイバトロン」と何度も説得された後、メガトロン/Megatronの目的が400万年前に惑星エネルゴア（地球）に辿り着いた自分たちの祖先の抹殺であることに気づき、デストロンを裏切ることになる。
入った後もまだ、デストロンだったことの後ろめたさや、仲間への不信感から思い悩むこともあったが、その度にシルバーボルトに説得されて、デストロンに戻ることはなかった。途中で手に入れたトランスメタルドライバーの力を応用してメタルス化を試みるが、実験は失敗し、生命の危険にさらされる。
デストロンによる襲撃で先祖たちを破壊されることを恐れたブラックウィドーはサイバトロンの宇宙船アークのアクセスコードをコンボイに渡し、シェルプログラム解除の手術を受けるが最終段階で失敗し、絶命してしまう。
しかし、トランスメタルスドライバーの力によって彼女はメタルスブラックウィドーへと進化し、完全なサイバトロン戦士となり、以降エネルゴアでは最後までこの姿のままで戦い、セイバートロン星へと帰還する。より強靱になったボディと糸、キックを駆使し、サイコキネシスも使えるようになった。
当初は馴染めなかったサイバトロンにも次第に溶け込み、「蜘蛛姉ちゃん」というあだ名で呼ばれるようになった。

### 超生命体トランスフォーマー ビーストウォーズリターンズ
メガトロンの放ったウイルスプログラムによって元のビースト状態に戻されたが、糸も中途半端にしか出せない有様だったものの、セイバートロン星の中枢コンピューターオラクルによって新たな姿へと変わる。その姿は長い足のピンクのクモであり、ロボットモードではマスクが展開し、バイザー状に隠されている部分から目は4つ出てくる。高速で敵を翻弄し、手の爪で相手を切り裂く。
自分をサイバトロンに戻してくれたシルバーボルトのことを想うあまりに、コンボイの命令を無視して、ビーコンジェネラルのスラスト/Thrustをシルバーボルトだと思って追いかけていたが、やがて同じビーコンジェネラルのジェットストーム/Jetstormがシルバーボルトであることを知り、今度は逆に彼女が恋人をサイバトロンに戻すために躍起になった。
一方のシルバーボルトはサイバトロンに戻っても、かつてビーコンジェネラルとして破壊活動をしていたことへの負い目と、セイバートロン星がメガトロンに占領されていることから、ブラックウィドーに心を開けなかった。しかし、最終回でようやくセイバートロン星が解放され、シルバーボルトも心の重荷を下ろしてブラックウィドーを抱き締め、彼女の想いは成就されることになった。
なお、日本語版では自分のことを「ビーストの萌えキャラ」と豪語している。

### トランスフォーマーアニメイテッド
『Transformers Animated（トランスフォーマー アニメイテッド）』では元オートボット（Autobots）のエリータ1（エリータワン）/Elita-1/Elita Oneが変化したブラックアラクニア/Blackarachniaとして登場。英語版ではクリー・サマーだが、日本語版はこれまでの作品同様、柚木涼香が声を担当した。
巨大なクモに変形する。武器は相手を絡める蜘蛛の糸・スパイダーフックと、エリータ1（エリータワン）のころから有するコピー能力。
メガトロン/Megatronの部下の一人。第1話でもシルエットの状態で登場していた。オートボット（Autobots）だったころはオプティマスプライム（コンボイ）/Optimus Primeと、センチネル/Sentinel Primeでチームを組んで、惑星探査を行っていたが、巨大クモの惑星でクモに襲撃されて巨大クモ型生命体をコピーしようとした際、体がクモの毒によって変貌してしまい、その毒に侵されてしまったために半有機ロボット生命体となってしまった。そのため、巨漢揃いのディセプティコン（Decepticons）の中では小柄な部類である。毒をはじめとした生体部分との融合は機械と不可分な状態であり、毒を除去されては生命を維持できない、毒が無くなってしまうと生きてはいけない身体になっている。また、彼女の毒液で強力なものはトランスフォーマーでも解毒薬を使わないと死に至らしめる。さらに生体部分がトランスフォーマー特有のエネルギー反応を阻害するためセンサー類では感知されない。また、歴代シリーズのトランスフォーマーが普通に涙を流せるのに対し、本作品では有機要素を持つ彼女とサリ・サムダック/Sari Sumdacのみが涙を流す描写がある他、彼女は呼吸により酸素を取り入れる必要があることが描写された。彼女を助けられなかったことを悔やみ、今でも助けようと思っているオプティマスプライム（コンボイ）/Optimus Primeに対して愛憎の混じり合った複雑な態度を取る。醜い姿になったために仮面を被ってオートボット（Autobots）を去り、元の姿に戻るために色々な実験をしている。そのためディセプティコン(Decepticons)への忠誠心は薄く、メガトロン/Megatronが復活した後も一人で行動している。第36話にてワスピネーター/Waspinatorと共にどこかへと飛ばされ、それ以降は登場しない。また、海外ムック本『TRANSFORMERS ANIMATED: THE ALLSPARK ALMANAC II』によると第4シーズン（シーズン4）では再びメガトロン（マローダーメガトロン）/Megatron（Marauder Megatron）の指揮下に入られてしまうが、独自にロボットと生物を合成したプレダコンで構成する自分の部隊を作ろうと画策する予定であった。また、この時には自身の有機部分に対する嫌悪感は無くなりつつあったようである。
日本語版ではブラックウィドーと同様に語尾に「-ッシャ」を付けて喋る。また、ミニコーナーの「音仏一家のトランスフォーマー生活」で幾度となくナレーションを担当している。
日本語版のオープニング映像では同じ女性戦士であるオートボット（Autobots）のアーシー/Arceeとの戦闘シーンが描かれている。漫画版のザ・クールでは第1話、第4話、エクストラ第3話で登場。アニメ版と比べると出番が少なかった。後に「トランスフォーマー レジェンズ」の玩具のクロミア/Chromiaに付属している漫画版（出張版第11話）では登場している。
容貌はメタルスブラックウィドー（Blackarachnia）、第4シーズン（シーズン4）ではブラックウィドー（Blackarachnia）、玩具の変形機構はリターンズ版のブラックウィドー（Blackarachnia）に似ている。

### トランスフォーマー:ウォー・フォー・サイバトロン・トリロジー
声は英語版ではジーン・カー、日本版では和優希が担当した。

## 類似したキャラクター
『超ロボット生命体 トランスフォーマー プライム』にて、同様のモチーフと類似したデザインを持った女性ディセプティコンエアラクニッド/Airachnidが登場。
通常のロボットモードに加え、蜘蛛に似た多脚歩行形態を持つ。ビークルモードではステルスヘリに変形し、第17話から披露している。海外版では蜘蛛をモチーフにしている以外の共通点は無い。
極めて残忍な性格で、敵を痛めつけ嬲り殺しにする嗜虐癖の持ち主。アーシーの眼前でパートナーであるテイルゲートを拷問、惨殺したことからアーシーとは因縁がある。また有能ではあるがメガトロンおよびディセプティコン軍団に対する忠誠心は薄く、シーズン1終盤にてガイアユニクロンとの戦いへ赴いたメガトロンを見捨てようとしたことがある。別の星の絶命に瀕した生物を殺しては頭部をコレクションする趣味があったが、ジャックに宇宙船ごと爆破されてしまい、以降はアーシーとジャックを目の敵にするようになり、シーズン1第17話にてメック / M.E.C.H.と手を組んだこともある。
武器は両手から放つ粘着質な糸とビーム、背中の蜘蛛脚には鋭いかぎ爪を備え、また全身をドリルのように回転することで地中を潜行する能力も持つ。日本語版では粘着性の糸の攻撃はネバネバ攻撃という技になっている。これらの多彩な能力を活かし相手を罠にかけて翻弄する戦術を得意とし、ウォーブレークダウンを惨殺して見せたほどの実力者。
日本語版での肩書は「追跡者」で、一人称は「私」。非常に饒舌で、語尾に「－ッシャ」をつけてハイテンションに喋るなど、賑やかさと上述の冷酷さが同居したキャラクターとなっている。ヒロイン、女優を自称し、それゆえに顔を攻撃されるのを嫌がる他、イケメンに過剰反応するなど面食いな一面が見られる。
公式人気投票のキャラクター部門では第15位（11票）。
後に「トランスフォーマー レジェンズ」の玩具のクロミアに付属している漫画（出張版第11話）にも登場している。
当初は単独行動をとっていたが、シーズン1序盤の第18話で不本意ながらもディセプティコンへ復帰して第20話でスタースクリームを蹴落としを追い落としてディセプティコンのナンバー2の座に収まる。メガトロンの腹心の地位に収まったが、いざという時にはメガトロンを見捨てようとするなど忠誠心は欠片もない。その後、メガトロンへの度重なる不満から、彼に代わってディセプティコンのリーダーになろうと企んでいたことをサウンドウェーブによってメガトロンに知らされ、メガトロンへの背信行為が露見し謀殺されそうになったものの逆にそれに乗じて機に再びディセプティコンを離脱、第33話で偶然出会った大量のインセクティコンを洗脳し手下として従え、手を組もうとしたスタースクリームの誘いも拒否してメガトロン打倒を目指す。第36話で洗脳したインセクティコンたちの大群を率いてメガトロンに反旗を翻した。だが、追跡してきたアーシーとの戦いにて一瞬の隙を突かれて敗北し、インセクティコンのステイシスポッドへ封印されてしまった。その後、彼女の身柄はポッドごと回収され、オートボットの基地であるオメガワンにて保管される。
日本未放送のシーズン3『Beast Hunters（ビーストハンターズ）』では、オメガワン破壊時にディセプティコンによってポッドごと回収され、第3話（通算第55話）にてネメシスの保管室に入っていることが判明。その後、第8話（通算第60話）でスタースクリームが引き起こしたゾンビ騒動でテラーコン化したサイラスブレークダウンによって（エネルゴン目当てで）解放され、中のサイラス共々止めを刺す。そして再びインセクティコンたちを洗脳してディセプティコン制圧に乗り出したが、サウンドウェーブが出したグランドブリッジによってサイバトロン星の衛星軌道上にある小惑星群へと放逐され、自身もサイラスブレークダウンを通じて彼から受けた首の傷が原因でテラーコン化しており、コントロールした配下のインセクティコンたちを捕食して貪り食うとする様子が描かれる最期を迎えた。
原語版はジーナ・トーレス、日本語版ではこれまでの作品と同様に柚木涼香が演じ、より過去作を意識したユーモラスな脚色が加えられており、台詞が格段に増やされている。また「かつてはヒロインだった」「今回はヨゴレなの!?」などビーストウォーズでのブラックウィドーを意識した台詞も多い。
原語版のオープニング映像には登場しないが、日本語版のオープニング映像とエンディング映像では第14話から登場し、第40話以降はいなくなった。
『深夜の完全変形2時間スペシャル!』でのインタビューによると、かつてブラックウィドー/Blackarachniaとして『ビーストウォーズ』に参戦していた事を仄めかすコメントを出している。